# Бенешов (округ)
Бене́шовський окру́г (чеськ. Okres Benešov, Okres Benešovský) — округ (повіт) в Чехії, Середньочеський край. Адміністративний центр — місто Бенешов. Площа — 1.474,69 кв. км. Населення — 94.435 чол. Поділяється на 114 муніципалітетів, з котрих 9 — міста.

## Назва
- Бене́шовський окру́г (чеськ. Okres Benešovský) — традиційна чеська назва[3][4][5].
- Окру́г Бене́шов (чеськ. Okres Benešov від нім. Bezirk Beneschau) — новітня чеська назва на німецький лад.
- Бене́шовщина (чеськ. Benešovsko) — публіцистична назва.

## Географія
Район розташовано в південній частині краю. Межує з районами Пршибрам, Прага-захід, Колин і Кутна-Гора Середньочеського краю; Гавличкув-Брод і Пельгржимів краю Височина; Табор Південночеського краю.

## Історія
- 1850—1855: Бенешауський (Бенешовський) округ, Чесько-Будейовицький край, Богемське королівство, Австрійська імперія
- 1855—1868: Бенешауський (Бенешовський) округ, Таборський край, Богемське королівство, Австрійська імперія
- 1868—1918: Бенешауський (Бенешовський) округ, Богемське королівство, Австро-Угорщина.
- 1918—1939: Бенешовський округ, Чеська земля, Чехословаччина.
- 1939—1942: Бенешауський округ, Таборська вища рада, Богемія, Протекторат Богемії та Моравії, Нацистська Німеччина.
- 1942—1945: Бенешауський округ, Празька вища рада, Богемія, Протекторат Богемії та Моравії, Протекторат Богемії та Моравії
- 1945—1949: Бенешовський округ, Чеська земля, Чехословаччина.
- 1949—1960: Бенешовський округ, Празький край, Чехословаччина.
- 1960—1993: Бенешовський округ, Середньочеський край, Чехословаччина.
- з 1993: Бенешовський округ, Середньочеський край, Чехія.

## Міста і населення
Дані на 2009 рік:
| Всього         | Жінок            | Чоловіків        |
| -------------- | ---------------- | ---------------- |
| 94 435 (100 %) | 47 563 (50,37 %) | 46 872 (49,63 %) |

Середня густота — 64 чол./км²; 55,29 % населення живе в містах.
Місто Седлец-Прчице до 2007 року також було частиною району Бенешова.

### Міста
| Місто             | Населення |
| ----------------- | --------- |
| Бенешов           | 16 677    |
| Влашим            | 12 210    |
| Тинец-над-Сазавоу | 5 478     |
| Вотице            | 4 526     |
| Бистршице         | 4 181     |
| Сазава            | 3 809     |
| Невеклов          | 2 449     |
| Пишели            | 1 544     |
| Дивишов           | 1 482     |
| Тргови-Штепанов   | 1 337     |

### Населені пункти
| Назва                     | Населення |
| ------------------------- | --------- |
| Черчани                   | 2 671     |
| Чехтице                   | 1 409     |
| Поступице                 | 1 200     |
| Ольбрамовице              | 1 135     |
| Поржичи-над-Сазавоу       | 1 109     |
| Хоцеради                  | 1 106     |
| Нетворжице                | 1 098     |
| Начерадец                 | 1 038     |
| Дольни-Краловице          | 948       |
| Янков (район Бенешов)     | 910       |
| Крганице                  | 903       |
| Миличин                   | 863       |
| Кржечовице                | 723       |
| Маршовице (район Бенешов) | 720       |
| Мрач                      | 714       |
| Буковани                  | 688       |
| Гержманички               | 678       |
| Лоуновице-под-Бланикем    | 664       |
| Лешани                    | 626       |
| Локет (район Бенешов)     | 550       |
| Чтиршколи                 | 513       |
| Хотишани                  | 490       |
| Кондрац (район Бенешов)   | 454       |
| Кршивосоудов              | 412       |
| Крняни                    | 350       |
| Хлистов                   | 339       |
| Гвездонице                | 316       |
| Червени-Уезд              | 310       |
| Гулице                    | 301       |
| Козмице (район Бенешов)   | 242       |
| Кладруби (район Бенешов)  | 223       |
| Бернартице                | 223       |
| Храштяни (район Бенешов)  | 195       |
| Билковице                 | 194       |
| Харшовице                 | 168       |
| Чески-Штернберк           | 149       |
| Хлум                      | 143       |
| Хмельна                   | 128       |
| Чаков (район Бенешов)     | 115       |
| Цтиборж                   | 109       |
| Блажейовице               | 101       |
| Боровнице                 | 79        |
| Хоратице                  | 71        |
| Дунице                    | 66        |
| Драгньовице               | 64        |
| Декановице                | 57        |
| Хлеби                     | 55        |
| Градиште                  | 35        |

| Всього         | Жінок            | Чоловіків        |
| -------------- | ---------------- | ---------------- |
| 94 435 (100 %) | 47 563 (50,37 %) | 46 872 (49,63 %) |

Середня густота — 64 чол./км²; 55,29 % населення живе в містах.
Місто Седлец-Прчице до 2007 року також був частиною району Бенешова.

## Список населених пунктів
Бенешов • Бернартице • Бильковице • Бистршице • Блажейовице • Боровнице • Буковани • Вацлавице • Велиш • Високи-Уезд • Влашим • Водсливи • Войков • Вотице • Вранов • Врацовице • Врхотови-Яновице • Вшехлапи • Гвездонице • Гержманички • Градиште • Гулице • Декановице • Дивишов • Дольни-Краловице • Драгньовице • Дунице • Ешетице • Звестов • Здиславице • Камберк • Кеблов • Кладруби • Козмице • Кондрац • Крганице • Кршечовице • Крживсоудов • Крняни • Ксаверов • Куньовице • Лешани • Либеж • Литиховице • Локет • Лоунёвице-под-Бланикем • Льштени • Маршовице • Мезно • Милічин • Миржетице • Мніховице • Мрач • Начерадец • Невеклов • Неспеки • Нетворжице • Неуступов • Ольбрамовице • Остров • Остршедек • Павловице • Петроупим • Пишели • Поповице • Поржичи-над-Сазавой • Поступице • Правонин • Пршеставлки-у-Черчан • Псарже • Рабине • Радошовице • Ратае • Ратмержице • Ржегенице • Ржимовице • Сазава • Словенице • Смилков • Снет • Собегрди • Соутице • Странни • Стршезимирж • Строетице • Стругаржов • Студени • Тегов • Теплишовице • Тинец-Над-Сазавой • Тисем • Тихонице • Томице • Тргови-Штепанов • Тршебешице • Харжовице • Хлеби • Хлистов • Хлум • Хмельна • Хоратице • Хотишани • Хоцеради • Храштяни • Цтиборж • Чаков • Червени-Уезд • Черчани • Чески-Штернберк • Чехтице • Чтиржколи • Шетейовице • Яворник • Янков